# Haus des Papiers
Das Haus des Papiers ist ein Museum für Bildende Papierkunst im Spitteleck  in Berlin-Mitte, das am 22. Mai 2021 eröffnet wurde.

## Museum
Das Haus des Papiers bietet skulpturalen Arbeiten aus Papier eine museale Plattform und wird von der HdP Haus des Papiers gGmbH betrieben. Es wurde von der Berliner Fine-Art Manufaktur d'mage initiiert und wird von dem Papierhersteller Hahnemühle und Canon Deutschland unterstützt.

## Sammlung, Konzept und Programm
Schwerpunkt der Sammlung sind Arbeiten aus den Paper Residency Programmen in Berlin und München, der Museumsbestand umfasst zurzeit mehr als 70 Werke zeitgenössischer Kunst. Ebenso werden auch zahlreiche Leihgaben aus privaten und institutionellen Sammlungen gezeigt.
Neben dem weiteren Aufbau der eigenen Sammlung widmet sich das Museum der Pflege des Wissens rund um Papier, seiner verwandten Gewerke, sowie alter und neuer Drucktechnologien. Im Besonderen widmet sich das Haus des Papiers auch dem Erhalt und der Weitergabe alten handwerklichen Wissens. Das Museum verfügt über eine öffentlich zugängliche Bibliothek, die einen Lern-Ort rund um Papier, Papierverarbeitung und Drucktechnologien bietet.
Die Ausstellungen werden ergänzt durch Vorträge, Seminare, Workshops und Performances rund um den Werkstoff Papier.

## Ausstellungen
Eröffnungsausstellung: 22. Mai 2021

## In der Sammlung vertretene Künstler
- Ketuta Alexi-Meskhishvili
- Burçak Bingöl
- Monica Bonvicini
- Astrid Busch
- Thea Djordjadze
- Aleksandra Domanović
- Lars Eidinger
- Goekhan Erdogan (Künstler)
- Christiane Feser
- Andrea Grützner
- Katharina Hinsberg
- Ismene (Künstlerin)
- Leiko Ikemura
- Lindsey Landfried
- Alex Lebus
- Guy Lougashi
- Max Marek
- Ulrike Mohr
- Jana Schuhmacher
- Annegret Soltau
- Rosemarie Trockel
- Wolf Vostell